# Buster Keaton Comedies
Buster Keaton Comedies est une société de production cinématographique américaine créée en 1922 par Buster Keaton et Joseph M. Schenck. Elle est intégrée à la société de production de Joseph M. Schenck et prend la suite de la Comique Film Corporation destinée à produire les comédies burlesques de l'acteur.

## Historique
Lorsqu'il signe un contrat à la Paramount, en décembre 1919, Roscoe Arbuckle cède ses parts de la Comique Film Corporation à Buster Keaton. Ce dernier produira 14 de ses films sous ce label jusqu'en 1922 où la Comique Film Corporation devient la Buster Keaton Comedies.

Les cinq premiers films produits seront distribués par la First National Pictures. En 1923, la distribution est donnée à la Metro Pictures. En 1924, après la fusion de Metro Pictures (créée en 1915) et Goldwyn Pictures Corporation (créée en 1917) ils seront distribués par Metro-Goldwyn Pictures puis Metro-Goldwyn-Mayer lorsque la fusion avec Louis B. Mayer Pictures (créée en 1918) sera effective.
Fin 1928, la production des films de Buster Keaton se feront par la Metro-Goldwyn-Mayer et c'est la fin de Buster Keaton Comedies.

## Films produits par Buster Keaton Comedies
- 1922 : Frigo l'esquimau  (The Frozen North) (court métrage)
- 1922 : Grandeur et Décadence  (Daydreams) (court métrage)
- 1922 : Frigo à l'Electric Hotel  (The Electric House) (court métrage)
- 1923 : Malec aéronaute  (The Balloonatic) (court métrage)
- 1923 : Frigo et la Baleine  (The Love Nest) (court métrage)
- 1923 : Les Trois Âges  (The Three Ages)
- 1923 : Les Lois de l'hospitalité  (Our Hospitality)
- 1924 : Sherlock Junior  (Sherlock, Jr.)
- 1924 : La Croisière du Navigator (The Navigator)
- 1925 : Les Fiancées en folie (Seven Chances)
- 1925 : Ma vache et moi  (Go West)
- 1926 : Le Dernier Round (Battling Butler)
- 1927 : Le Mécano de la « General » (The General)
- 1927 : Sportif par amour (College)
- 1928 : Cadet d'eau douce (Steamboat Bill Jr.)